# Lyman (See)
Der Lyman (ukrainisch Лиман, russisch Лиман Liman) ist ein 16 km² großer See in der ukrainischen Oblast Charkiw in 5 km Entfernung vom Siwerskyj Donez.
Der Süßwassersee liegt in 91 Meter Höhe, hat eine Uferlänge von etwa 16 km und eine Tiefe von etwa 2 Metern. Er entstand aus dem Flussbett des ehemals hier fließenden Donez und hat heute eine halbrunde Form, die nach Südosten länglich ausläuft.

## Geographie
Der See liegt im Zentrum der Oblast Charkiw im Rajon Tschuhujiw. Nahe zum Nordufer liegt die Siedlung städtischen Typs Sloboschanske und das etwa 4000 Einwohner zählende Dorf Lyman, im Südosten grenzt der See an den Rajon Balaklija mit der nahe liegenden Siedlung städtischen Typs Andrijiwka, und am Südufer liegt der Andreas-Wald.

## Kraftwerk Smijiw
Am See bei Sloboschanske befindet sich das von 1958 bis 1969 erbaute Kraftwerk Smijiw (ukrainisch Зміївська ТЕС), eines der größten Wärmekraftwerke der Ukraine, das den See zur Kühlung nutzt. Zu diesem Zweck wurde der See 1958 vollständig entleert, auf nahezu das Doppelte seiner ursprünglichen Fläche und Tiefe vergrößert und 1962 mit Wasser aus dem Donez wieder befüllt.